# Pawel Nikolajewitsch Boitschenko
Pawel Nikolajewitsch Boitschenko (russisch Павел Николаевич Бойченко; * 30. April 1975 in Moskau, Russische SFSR) ist ein russischer Eishockeyspieler, der zuletzt bis 2011 bei Witjas Tschechow in der Kontinentalen Hockey-Liga unter Vertrag stand.

## Karriere
Pawel Boitschenko begann seine Karriere als Eishockeyspieler in seiner Heimatstadt in der Nachwuchsabteilung von Krylja Sowetow Moskau, für dessen Profimannschaft er zunächst von 1993 bis 1996 in der Internationalen Hockey-Liga und anschließend drei Jahre lang in deren Nachfolgewettbewerb Superliga aktiv war. Nachdem Krylja Sowetow in der Saison 1998/99 den Abstieg in die Wysschaja Liga, die zweite russische Spielklasse, hinnehmen musste, wechselte der Flügelspieler zu Krylja Sowetows Stadtnachbarn HK ZSKA Moskau. Dort verbrachte er zwei Spielzeiten, ehe er je ein Jahr lang für den HK Lada Toljatti und den HK Spartak Moskau auf dem Eis stand. 
Im Sommer 2003 unterschrieb Boitschenko einen Vertrag beim SKA Sankt Petersburg, den er nach eineinhalb Jahren im Laufe der Saison 2004/05 wieder verließ und die Spielzeit bei Chimik Woskressensk beendete. Nachdem die Profiabteilung von Chimik nach Mytischtschi umgesiedelt wurde und ihren Namen in Chimik Moskowskaja Oblast änderte, blieb der ehemalige Junioren-Nationalspieler dem Team zunächst erhalten, ehe er nach nur 18 Einsätzen während der Saison 2005/06 von Witjas Tschechow verpflichtet wurde. Dort wurde er in den folgenden Jahren zu einem Führungsspieler und er konnte seine Punktausbeute pro Saison auf jeweils über 20 steigern. Die Saison 2008/09 begann der Rechtsschütze erneut bei Witjas, das vor der Spielzeit in die neu gegründete Kontinentale Hockey-Liga aufgenommen worden war. Nach acht Toren und 15 Vorlagen in 40 Spielen, unterschrieb er einen Vertrag bei seinem Ex-Klub SKA Sankt Petersburg, für den er bis Saisonende in insgesamt 13 Spielen drei Tore erzielte und zwei Vorlagen gab. In den Playoffs um den Gagarin Cup unterlag er mit dem SKA in der ersten Runde dem HK Spartak Moskau. 
Die Saison 2009/10 verbrachte Boitschenko beim HK Traktor Tscheljabinsk. Dort konnte er in der Hauptrunde 30 Scorerpunkte, davon 18 Tore, in 56 Spielen erzielen. Dies war die punkt- und torreichste Spielzeit seiner bisherigen Karriere. In den Playoffs unterlag er mit seiner Mannschaft wie im Vorjahr bereits in der ersten Runde, diesmal dem HK Metallurg Magnitogorsk. Der Russe selbst stand in allen vier Playoff-Spielen auf dem Eis, blieb in diesen jedoch punktlos. In der Saison 2010/11 spielte er wieder für seinen ehemaligen Verein Witjas Tschechow. Anschließend wurde sein Vertrag jedoch nicht verlängert.

### International
Für Russland nahm Boitschenko an der U18-Junioren-Europameisterschaft 1993 sowie der Junioren-Weltmeisterschaft 1995 teil.

## Erfolge und Auszeichnungen
- 1993 Silbermedaille bei der U18-Junioren-Europameisterschaft
- 1995 Silbermedaille bei der Junioren-Weltmeisterschaft

## Statistik
(Stand: Ende der Saison 2010/11)